# Уоррен, Элизабет
Эли́забет Энн Уо́ррен (англ. Elizabeth Ann Warren), урожденная Хе́рринг (англ. Herring; род. 22 июня 1949, Оклахома-Сити) — американский политик, сенатор США от Массачусетса с 2013 года. Член Демократической партии.
31 декабря 2018 года заявила о выдвижении своей кандидатуры на выборах президента США 2020 года. 5 марта 2020 года объявила о прекращении дальнейшего участия в предвыборной кампании.

## Биография

### Ранние годы
Элизабет Уоррен была четвёртым ребёнком в семье рабочих Полин (урожденной Рид) и Дональда Джонса Херрингов. Когда Элизабет было 12 лет, у её отца случился сердечный приступ и он потерял работу. Чтобы помочь семье финансами, она пошла работать официанткой в мексиканский ресторан своей тёти.
В 1970 году получила степень бакалавра в области патологии речи и аудиологии в Хьюстонском университете, а в 1976 году — степень магистра права в Ратгерском университете. Уоррен работала профессором права в юридических школах Пенсильванского и Гарвардского университетов. Специалист в области банкротства.

### Начало политической деятельности
14 сентября 2011 года Уоррен заявила о своём намерении баллотироваться на должность сенатора от штата Массачусетс. 2 июня 2012 года она набрала рекордные 95,77 % голосов делегатов съезда Демократической партии штата. Её кандидатура была одобрена губернатором штата Девалем Патриком. 6 ноября 2012 года на всеобщих выборах Уоррен победила действующего сенатора Скотта Брауна, набрав 53,7 % голосов избирателей. Она стала первой женщиной, избранной в сенат США от Массачусетса.
Считается ведущим деятелем прогрессивного крыла Демократической партии. В 2014 году она опубликовала «Одиннадцать заповедей прогрессивизма» (англ. Eleven Commandments of Progressivism). К ним она причислила жёсткое регулирование корпораций, доступное образование, инвестиции в науку и защиту окружающей среды, сетевой нейтралитет, повышение заработной платы, равную оплату труда, право на коллективные переговоры, социальную защиту, равенство брака, иммиграционную реформу и всеобщий доступ к репродуктивному здравоохранению.
В 2015 году заняла 19 место в списке самых влиятельных людей мира по версии Bloomberg.

### Участие в президентской кампании 2020 года
31 декабря 2018 года Элизабет Уоррен заявила про своё потенциальное выдвижение в президенты США. Сенатором и её сторонниками был создан исследовательский комитет, изучающий насколько реально её участие в предвыборной гонке.
5 марта 2020 года приняла решение прекратить предвыборную кампанию и снять свою кандидатуру. NPR называла следующие причины неудачной кампании: спорные моменты в программе (вроде поддержки Medicare for All), её прогрессивистские взгляды были слишком левыми для ряда демократов, недостаточный уровень поддержки среди афроамериканцев и латиноамериканцев; в то же время издание называло её единственной серьёзной альтернативой для Берни Сандерса и Джо Байдена.

## Происхождение
В апреле 2012 года публикация в The Boston Globe начала связанный с Уоррен скандал: в статье сообщалось, что в 1986—1995 годах Уоррен указывала в Справочнике преподавателей юридических дисциплин (англ. Directory of Law Teachers), составленном Ассоциацией американских юридических вузов, что принадлежит к расовым меньшинствам. Юридический факультет Гарвардского университета в ответ на критику о недостаточном этническом разнообразии в кадровом составе предоставил список работающих там небелых, куда включил также и Уоррен. Конкурировавший с Уоррен на выборах в Сенат республиканец Скотт Браун обвинил её в подделке сведений о наличии предков из коренных народов США, чтобы получить преимущество на рынке труда. Бывшие университетские коллеги и руководители Уоррен заявили, что её этническое происхождение не играло никакой роли в процессе найма. Сама Уоррен сказала, что отметила себя в списке национальных меньшинств для того, чтобы найти коллег аналогической этнической группы, и что не знала о том, что Гарвард её включил в список небелых сотрудников. Её братья сообщили, что «росли, слушая рассказы матери, бабушки и других родственников о том, что у нас в роду есть чероки и делаверы». В автобиографии 2014 года Уоррен писала, что никакого карьерного продвижения из-за заявленной этнической группы она не получила, а утверждения о подлоге назвала ложными и обидными. Подробное расследование, выполненное The Boston Globe в 2018 году, нашло «однозначные документальные доказательства и свидетельские показания о том, что её заявление об индейском происхождении никогда не принимались во внимание при найме на юридический факультет Гарвардского университета (решительно проголосовавший за её кандидатуру во время обсуждения) и в четыре других места в других вузах». Генеалогическая экспертиза не смогла ни подтвердить, ни опровергнуть наличие у Уоррен индейских предков, по этому поводу Историческое общество Оклахомы заметило, что подтвердить наличие коренных американских предков сложно из-за смешанных браков и сокрытии данных об их наличии при регистрации. Как Браун, так и Дональд Трамп предлагали Уоррен пройти ДНК-тест, чтобы «доказать» наличие предков-индейцев. В октябре 2018 года Уоррен опубликовала данные генетического анализа, проведённого профессором Стэнфордского университета Карлосом Бустаманте в издании The Boston Globe, там говорится о «наличии убедительных доказательств предка из коренных американцев на уровне от 6-го до 10-го поколения по восходящей линии», что делает её представительницей коренных народов на от 1/64 до 1/1024.

## Политические позиции
Близкий школьный друг сказал Politico в 2019 году, что в старшей школе Уоррен была «несгибаемым консерватором» и что с тех пор она «повернулась на 180 градусов и развернулась». Один из ее коллег из Техасского университета в Остине сказал, что в университете в начале 1980-х годов Уоррен «иногда была удивительно антипотребительской в своем отношении». Гэри Л. Франсионе, который был ее коллегой по Пенсильванскому университету, вспоминал в 2019 году, что когда он услышал ее выступление в то время, когда она становилась политически заметной, он «чуть не упал со стула, она определенно изменилась», и много лет голосовал за республиканцев. «Я была республиканкой, потому что думала, что это люди, которые лучше всего поддерживают рынки», — сказала она. Но она также сказала, что на шести президентских выборах до 1996 года она голосовала за кандидата от республиканцев только один раз, в 1976 году, за Джеральда Форда.
Уоррен сказала, что она начала голосовать за демократов в 1995 году, потому что она больше не считала республиканцев партией, которая лучше всего поддерживала рынки, но она сказала, что голосовала за обе партии, потому что считала, что ни одна из них не должна доминировать. По словам Уоррена, она покинула Республиканскую партию, потому что она больше не «принципиальна в своем консервативном подходе к экономике и рынкам», а вместо этого наклоняет игровое поле в пользу крупных финансовых учреждений и против американских семей среднего класса.

## Личная жизнь
В 1968—1978 годах была замужем за инженером НАСА Джимом Уорреном. У них родились двое детей: Амелия и Александр.
В 1980 году вышла замуж за профессора Гарвардского университета Брюса Манна.